# Claro dos Poções
Claro dos Poções är en kommun i Brasilien.   Den ligger i delstaten Minas Gerais, i den sydöstra delen av landet, 400 km öster om huvudstaden Brasília. Antalet invånare är 7 781.
Omgivningarna runt Claro dos Poções är huvudsakligen savann. Runt Claro dos Poções är det glesbefolkat, med 11 invånare per kvadratkilometer.